# Carter Hutton
Carter John Hutton (ur. 19 grudnia 1985 w Thunder Bay, Kanada) – kanadyjski hokeista, gracz NHL.

## Kariera klubowa
- UMass-Lowell (2006 - 1.06.2010)
- Worcester Sharks (1.06.2010 - 1.08.2011)
- Rockford IceHogs (1.08.2011 - 24.02.2012) 
  -  Toledo Walleye (2011 - 2012)
- Chicago Blackhawks (24.02.2012 - 5.07.2013)
- Nashville Predators (5.07.2013 - 1.07.2016)
- St. Louis Blues (1.07.2016 - 1.07.2018)
- Buffalo Sabres (1.07.2018 -